# Джабнидзе, Рамаз Шакроевич
Рамаз Шакроевич Джабнидзе (25 ноября 1979 года, СССР) — грузинский и российский футболист, выступавший на позициях полузащитника и нападающего.

## Карьера
В 2000—2004 годах выступал за сухамское «Цхуми», базирующееся в Тбилиси. Также выступал за различные российские клубы низших дивизионов. В 2006—2007 годах выступал за батумское «Динамо», в 2008 году за узбекистанский «Насаф», в 2009—2010 годах за азербайджанский «Олимпик». Последние годы своей карьеры провёл в российский клубах «Нара-ШБФР», «Ока» и «Карелия-Дискавери».
Весной 2007 года форвард находился на просмотре в российском клубе Первого дивизиона «Текстильщик-Телеком».